# Jan Wojtyła
Jan Paweł Wojtyła (ur. 23 maja 1942 w Katowicach) – polski ekonomista, doktor habilitowany nauk ekonomicznych, profesor Uniwersytetu Ekonomicznego w Katowicach i rektor tej uczelni w latach 1996–2002.

## Życiorys
Urodził się w Katowicach. Absolwent V Liceum Ogólnokształcącego im. Władysława Broniewskiego w Katowicach. W 1965 ukończył studia na kierunku ekonomia przemysłu w Akademii Ekonomicznej im. Karola Adamieckiego w Katowicach. Na podstawie napisanej pod kierunkiem Ewy Kozłowskiej rozprawy pt. Zjawiska społeczne i ekonomiczne w przedsiębiorstwach hutniczych w świetle sporów ze stosunku pracy cz. 1–2 uzyskał w 1971 na Wydziale Prawa i Administracji Uniwersytetu Śląskiego w Katowicach stopień naukowy doktora nauk prawnych. Otrzymał stopień naukowy doktora habilitowanego nauk ekonomicznych.
Został nauczycielem akademickim Akademii Ekonomicznej w Katowicach, jej profesorem nadzwyczajnym, a w latach 1996–2002 rektorem tej uczelni. W latach 2004–2012 był dziekanem Wydziału Finansów i Ubezpieczeń Uniwersytetu Ekonomicznego w Katowicach.
W 2010 prezydent RP Lech Kaczyński powołał go na członka Narodowej Rady Rozwoju. W 2015 bezskutecznie kandydował na senatora z list partii Prawo i Sprawiedliwość.